# Ольгинська селищна територіальна громада
Ольгинська селищна територіальна громада — територіальна громада в Україні, на території Волноваського району Донецької області. Адміністративний центр — селище Ольгинка.
Утворена 17 липня 2020 року.

## Населені пункти
До складу громади входять 5 селищ: Ольгинка, Благодатне, Володимирівка, Графське, Новотроїцьке і 6 сіл: Богданівка, Вікторівка, Миколаївка, Новогнатівка, Лісне, Пільне.